# Ogma

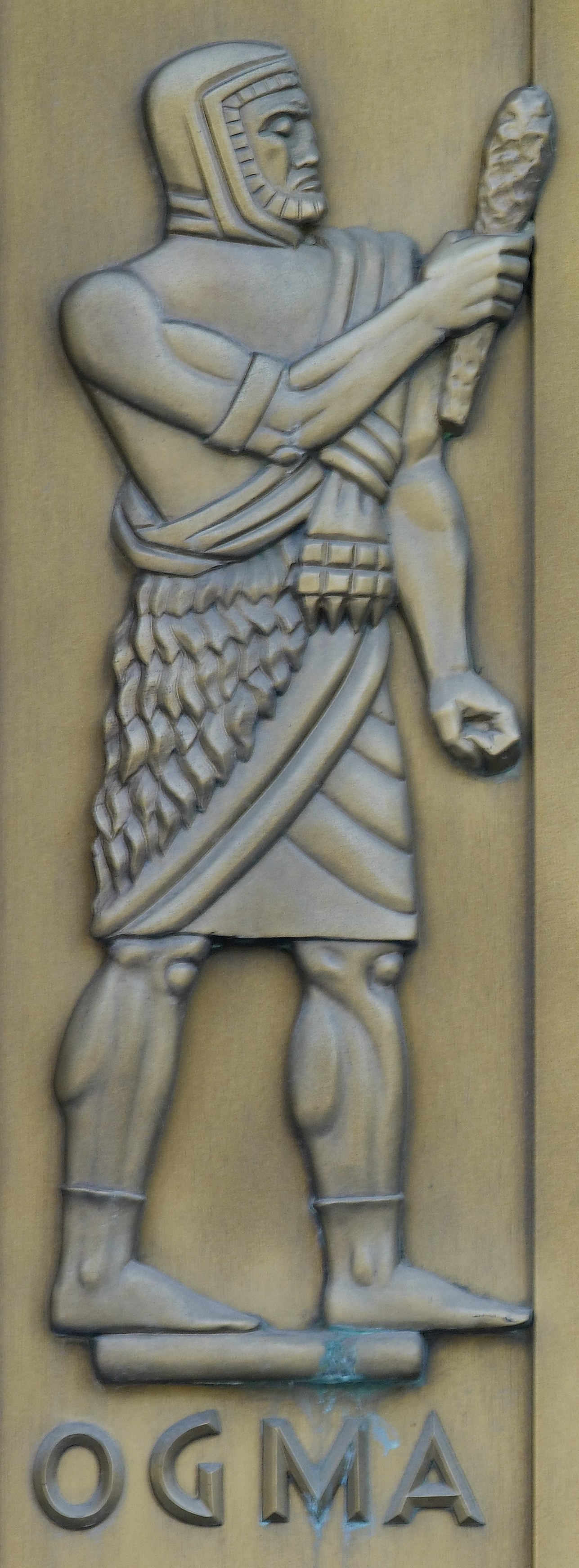
il dio Ogma alla Biblioteca del Congresso

Ogma era una divinità del pantheon celtico.
Era una divinità associata alla guerra e alla scrittura. Da Ogma deriva infatti il nome dei caratteri della scrittura celtica, i caratteri ogam.

## Etimologia
Il termine irlandese Ogma, derivava dal termine gallico Ogmios, che non è di origine celtica e che probabilmente derivava dal termine greco ὀγμος "linea, strada"; forse si tratta quindi di un interpretatio greca di un dio celtico, accettata dagli stessi Celti.

## Mitologia e corrispondenze
Nella mitologia irlandese, Ogma era considerato un membro dei Túatha Dé Danann, figlio di Elatha e fratello del Dagda. Tra i suoi figli erano contati Delbaeth e Tuireann..
Il dio Marte, definito Albiorix "re del mondo", Leucetius "folgorante" e Caturix "dio della guerra", era reso dai Celti tramite due divinità, Nuada, che era il re che dirigeva la battaglia, mentre Ogma era il vero e proprio campione guerriero. Egli era il dio della forza e del furore, ma anche della scrittura. Infatti era il dio che "legava" la magia all'oggetto, tramite la scrittura (le famose tabellae defixionis sono rivolte a lui). Inoltre era il dio che conduceva le anime all'Aldilà, ed era visto come l'aspetto oscuro di Lúg. In altre versioni, è un campione che viene battuto dallo stesso Lug al suo arrivo a Temair.
In Gallia, con il nome Ogmios era spesso avvicinato alla figura di Ercole. Secondo la leggenda Ercole liberò le provincie gallo - iberiche da due tiranni, Gerione e Taurisco, fondò Alesia ed il suo culto era legato all'Aldilà. Ma il paragone sembra riduttivo, potrebbe anche essere che Ogmios fosse il nome greco dato ad una divinità celtica detta "il conduttore".